# Simulium freemani
Simulium freemani är en tvåvingeart som beskrevs av Vargas och Najera 1949. Simulium freemani ingår i släktet Simulium och familjen knott. Inga underarter finns listade i Catalogue of Life.